# Département Ouara
Das Département Ouara (arabisch مقاطعة وارة) ist eines von drei Départements in der Provinz Wadai im Osten des Tschad; es liegt im nordwestlichen Teil der Provinz. Die Hauptstadt des Départements ist Abéché. Beim Zensus im Jahr 2009 wurden 335.309 Einwohner gezählt.

## Verwaltungsuntergliederung
Das Département ist in sieben Unterpräfekturen unterteilt:
- Abéché
- Abougoudam
- Amleyouna
- Bourtaïl
- Chokoyan
- Gurry
- Marfa

## Geschichte
Der Name Ouara wurde übernommen von Ouara, der ehemaligen Hauptstadt des Wadai-Reiches.